# جواو نيلسون زونينو
جواو نيلسون زونينو المعروف باسم زونينو (9 أبريل 1946 - 23 ديسمبر 2014) كان رئيس نادي أفاي لكرة القدم من 2002 حتى 2013، خلفًا لفلافيو ريكاردو فيليكس. كان أيضًا طبيب قلب ورجل أعمال. ولد في ساو جواو باتيستا بالبرازيل. توفي زونينو في 23 ديسمبر 2014 في فلوريانوبوليس.